# Igitai
Igitai est le mot basque désignant la faucille. Instrument de travail polyvalent, l'une de ses fonctions consiste à protéger la maison basque contre la foudre, les éclairs. C'est pour cela qu'on le met au sommet d'une meule ou devant l'entrée de la maison au bout d'un piquet planté par terre. En outre, son aspect est celui de Sugaar quand il traverse le firmament en répandant les flammes. C'est aussi l'arme offensive avec laquelle le personnage principal du récit Sorgin lapur (la sorcière voleuse), coupe la main et la langue de la sorcière.

## Étymologie
Igitai signifie « faucille » en basque. Le suffixe a désigne l'article : igitaia se traduit donc par « la faucille ».

## Note
Il n'existe pas de genre (masculin, féminin) dans la langue basque et toutes les lettres se prononcent. Il n'y a donc pas d'association comme pour le français ou qu se prononce k. 